# Pazo de Brito
El Pazo de Brito, o también conocido como Pazo de la Abacial, es una casa señorial situada en la parroquia de Nigrán, en el municipio pontevedrés de Nigrán (Galicia, España).

## Descripción
El edificio principal, de dos plantas y gran sobriedad decorativa, presenta planta en L. En la fachada principal destaca la escalinata de piedra y patín, así como la solana cubierta y sustentada por columnas toscanas.
Cabe destacar su portalón de entrada, de inspiración barroca. Consta de un vano en dintel, abierto en el muro, sobre el que se apoya una sencilla cornisa, rematada con almenas. Se corona con un curioso remate mediante una placa recortada, enmarcado en sendos roleos y que se completa con cuatro pináculos bulbosos y una cruz central.

## Historia
Fue construido a finales del siglo XVII, por el capitán de caballería Martín de Brito, dicho capitán tenía la función de Guardador del Puente de La Ramallosa. A mediados del siglo XIX pasó por donación al Obispado estando habitado actualmente por el párroco, siendo en la actualidad la casa rectoral de la parroquia de Nigrán. Ciertos elementos constructivos indican reformas posteriores, del siglo XVIII e incluso del siglo XX.